# 梅峰棒粉蝨
梅峰棒粉蝨（学名：Aleuroclava meifenensis）为粉蝨科棒粉蝨屬下的一个种。